# That They May Face the Rising Sun
That They May Face the Rising Sun és una pel·lícula irlandesa del 2023 dirigida per Pat Collins. És una adaptació de la novel·la de John McGahern (2022). La pel·lícula va guanyar 11 premis: Entre ells, el de la millor pel·lícula als Irish Film & Television Awards 2024.

## Sinopsi
Als anys vuitanta, una parella jove, Joe i Kate, van marxar de Londres cap a Irlanda per viure al Comtat de Leitrim, lloc de naixement de Joe.

## Repartiment
- Barry Ward: Joe
- Anna Bederke: Kate
- Lalor Roddy: Patrick
- Ruth McCabe: Mary
- Phillip Dolan: Jamesie
- Sean McGinley: Johnny
- Brendan Conroy: Bill

## Producció
L'adaptació de la novel·la de John McGahern de 2002 és dirigida i coescrita per Pat Collins, que ja va realitzar un documental sobre l'escriptor, John McGahern: A Private World (2005). El guió va ser coescrit per Eamon Little. El repartiment compta amb Barry Ward, Anna Bederke en els papers principals i també inclou Lalor Roddy, Sean McGinley, Ruth McCabe i l'actor debutant Phillip Dolan.
Va ser rodada principalment a Conamara, al comtat de Galway, al llarg de la frontera de Mayo.

## L'estrena
Es va projectar per primera vegada al Festival de Cinema de Londres el 2023.

## Recepció
La pel·lícula va ser nominada a 11 premis. Va guanyar el de la millor pel·lícula als Irish Film & Television Awards al 2024.